# Raffaele Esposito

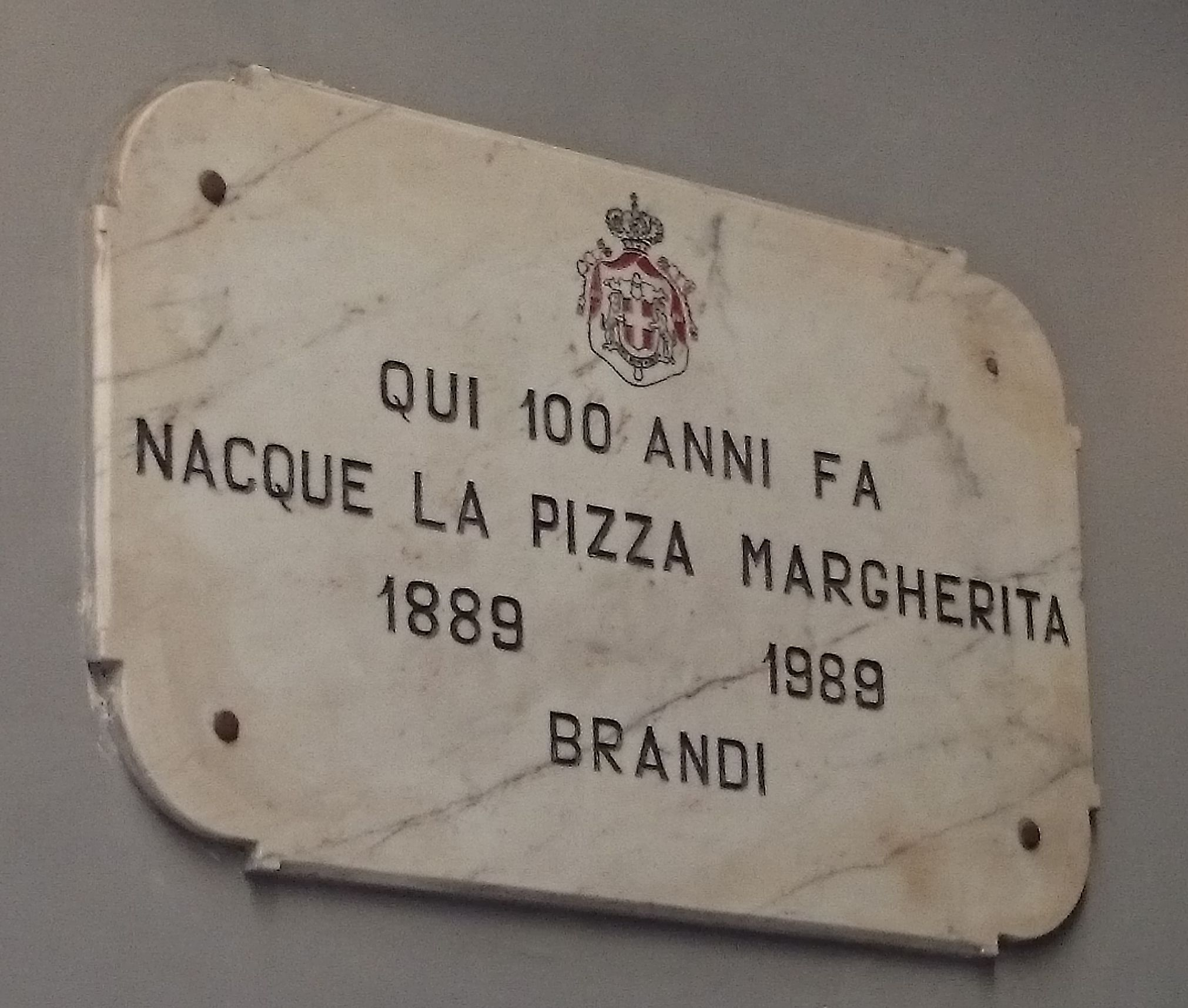
Placa en Nápoles conmemorando el centenario de la invención de la Pizza Margherita

Raffaele Esposito fue un cocinero italiano del siglo XIX, dueño de una taberna llamada Pizzeria di Pietro e Basta Cosi, en la ciudad de Nápoles. Es considerado por algunos como el padre de la pizza moderna.
En 1889 la pizza todavía no se había transformado en un plato popular o famoso, y normalmente era consumida por las clases bajas como una manera de usar varios ingredientes que de otra forma serían desechados. En ese entonces, Esposito era considerado el principal pizzero de la ciudad de Nápoles. Por lo tanto se le solicitó que preparara una pizza para la reina Margarita Teresa de Saboya, quien había viajado a Nápoles con el rey Humberto I. Esposito y su esposa fueron recibidos en las cocinas reales para preparar el plato según su criterio. Considerando el tradicional ajo inapropiado como ingrediente para el paladar real, Esposito preparó tres pizzas diferentes, la última de ellas incluyó una combinación de tomate, mozzarella y albahaca para representar los colores rojo, blanco y verde de la bandera de Italia. Algunas fuentes afirman que esta fue la primera vez que se hizo pizza con queso mozzarella.
La reina Margarita, sin haber probado la pizza antes, disfrutó tanto el plato que le ordenó al jefe del servicio de mesa que le mandara una carta a Esposito elogiando sus pizzas, afirmando que «se encontraban deliciosas». Esposito usó esta recomendación para promocionar con éxito su restaurante y nombró a la pizza preferida por la reina «Pizza Margherita».
Se ha citado ese acontecimiento como el causante de la novedad de la pizza, que desde entonces ha mantenido su popularidad. Debido a la experimentación con ingredientes, la presentación y su exitosa preparación del plato para la reina Margarita, se ha sugerido que Esposito fue el padre de la pizza moderna. El restaurante de Esposito aún existe, aunque se cambió el nombre a Pizzeria di Brandi, y la nota real elogiando la pizza de Esposito se exhibe en el local.